# Охрили Хюсейн-паша
Охри́ли Хюсе́йн-паша (тур. Ohrili Hüseyin Paşa; ум. 20 мая 1622, Стамбул) — османский государственный и военный деятель, два раза занимал должность великого визиря в правление султана Османа II.

## Биография
Охрили Хюсейн-паша по происхождению был албанцем из города Охрид; его отец был тимарлы (держателем) у сипахов. Он служил в янычарах и в 1617 году был назначен агой янычар, а затем был назначен бейлербеем Румелии. 
9 марта 1621 года султан Осман II назначил его на должность великого визиря, в качестве которого он сменил умершего Гюзельдже Али-пашу. Он сопровождал султана Османа II в походе на Польшу и участвовал в Хотинской битве. В этой битве османы потерпели поражение и Хюсейн-паша был снят с должности великого визиря.
Хюсейн-паша стал визирем и оставался советником султана Османа II до своей гибели во время бунта янычар в мае 1622 года. Во время бунта янычар был убит великий визирь Дилавер-паша и Хюсейн-паша был назначен на его место. В тот же день, Хюсейн-паша и султан Осман II были убиты восставшими янычарами; Хюсейн-паша был похоронен в комплексе Яхья-эфенди